# Double concerto
Un double concerto est un concerto pour deux instruments solistes et orchestre.

## Double concerto pour violon et violoncelle
Ici sont rangés les compositions musicales pour violon, violoncelle et orchestre. Cette liste est organisée par ordre alphabétique du nom de famille du compositeur.
S'il n'y a aucune indication, l'orchestre est de type symphonique.
- Kurt Atterberg : Concerto en sol mineur et do majeur pour violon, violoncelle et orchestre à cordes, op. 57 (1959–60)
- Johann Christian Bach : Symphonies concertantes en la majeur (C.79) et si-bémol majeur (C.46)[1]
- Alexander Bakshi : Winter in Moscow ; Ice-covered ground… pour violon, violoncelle et orchestre à cordes (1994)
- Rainer Bischof : Double Concerto (1980)
- Konrad Boehmer : Il combattimento (1989–90)
- Johannes Brahms : Double Concerto
- Cesar Bresgen : Concertino, pour violon, violoncelle et petit orchestre
- Friedrich Cerha : Double Concerto (1976)
- Gordon Shi-Wen Chin : Double concerto (2006)
- Richard Danielpour : A Child's Reliquary (2000) et In the Arms of the Beloved (2001)
- Johann Nepomuk David : Concerto pour violon, violoncelle et orchestre, op. 68 (1971)
- Frederick Delius : Double Concerto (1915–16)
- Gaetano Donizetti : Double Concerto (Concertino) en ré mineur (reconstruction par J. Wojciechowski)[2]
- Thierry Escaich : Miroir d'ombres (2006)
- Mohammed Fairouz : Double Concerto States of Fantasy (2010)
- Philip Glass : Double Concerto (2010)
- Daron Hagen : Masquerade (2007)
- Lou Harrison : Double Concerto pour violon, violoncelle et gamelan (1982)
- Leopold Hofmann Concerto en sol majeur pour violon, violoncelle et orchestre à cordes
- David Johnstone Double Concertante pour violon, violoncelle et orchestre de chambre (2009)
- Julius Klengel : Double Concerto n° 1 et Double Concerto n° 2, op. 61 (1924)
- Ezra Laderman : Concerto (1986, édité par Schirmer)
- Henri Lazarof : Partita di Madrigal (2001, 25 min)
- Tigran Mansourian : Double Concerto pour violon, violoncelle et orchestre à cordes (1978)
- Marko Mihevc : Fidlfadl et Romance, deux pièces pour violon, violoncelle et orchestre à cordes (2003)
- Norbert Moret : Double Concerto (1981)
- Mark O'Connor : Double Concerto (For the Heroes)
- Hans Pfitzner : Duo pour violon, violoncelle et petit orchestre (ou piano)
- Josef Reicha : Concerto en ré majeur, op.3
- Robert Xavier Rodríguez : Favola Concertante, Ballet et Double Concerto pour violon, violoncelle, et orchestre à cordes (1975)
- Julius Röntgen : Double Concerto (1927)
- Ned Rorem : Double Concerto
- Miklós Rózsa :
  - Theme and Variations
  - Sinfonia Concertante, op. 29
  - Tema con Variazoni, op. 29a (1958, il s'agit d'une version pour petit orchestre du mouvement lent de l'opus 29)
- Camille Saint-Saëns : La Muse et le Poète, op. 132 (1910, poème symphonique avec violon et violoncelle solos)
- Helmut Schmidinger : … the sound of the wings, as they brushed one another … (2009/2010) [3]
- Alfred Schnittke : Concerto Grosso n° 2 (1981–82)
- Roger Sessions : Double Concerto (1970–71)[4]
- David Soldier : Ultraviolet Railroad (1992)
- Carl Stamitz : Sinfonia Concertante en ré majeur
- Ivan Tcherepnin : Double Concerto (1996)
- Henri Vieuxtemps : Duo brillant, op. 39
- Antonio Vivaldi :
  - Double Concerto ("Il Proteo, o sia Il mondo al rovescio") pour violon, violoncelle, cordes et continuo en fa majeur, RV 544
  - Double Concerto ("All'inglese"), pour violon, violoncelle, cordes et continuo en la majeur, RV 546
  - Double Concerto pour violon et violoncelle et cordes et continuo en si-bémol majeur, RV 547
  - Concerto pour violon, violoncelle et cordes en si-bémol majeur, op. 20, n° 2
  - Concerto pour violon, violoncelle et cordes en fa majeur, PV 308
  - Concerto pour violon, violoncelle et cordes en la majeur, PV 238
- Anton Wranitzky (son nom s'écrit aussi Antonín Vranický) : 2 concertos
- Robert Ward : Dialogues (1983)
- Eugène Ysaÿe : Poème nocturne, op. 29 (1927)
- Ellen Taaffe Zwilich : Concerto

## Autres doubles concertos
Cette liste est organisée par ordre alphabétique du nom de famille du compositeur. 
- Jean-Sébastien Bach : Double concerto pour violon en ré mineur, BWV 1043 (1717-1723)
- Max Bruch : Concerto pour clarinette et alto (1911)
- Elliott Carter : Double concerto pour clavecin, piano et deux orchestres de chambre (1961)
- Edison Denisov : Concerto pour basson, violoncelle et orchestre (1982)
- Jérôme Ducros : Double concerto pour violoncelle, piano et orchestre (2016)
- Thomas Enhco : Double concerto pour marimba, piano et orchestre (2019)
- Hans Werner Henze : Double concerto pour hautbois et harpe (1966)
- György Kurtág : Double concerto pour piano, violoncelle et orchestre (1989)
- Bohuslav Martinu : Double concerto pour cordes, piano et timbales (1938)
- Michael Nyman : Double Concerto pour saxophone, violoncelle et orchestre (1996–99)
- Antoine Scheuchzer : Concerto pour piano, violon et orchestre (2000)
- Antonio Vivaldi : Concerto pour basson, violoncelle et orchestre en mi mineur RV 409
- Pascal Zavaro : Pastorale, concerto pour hautbois, basson et orchestre (2012)